# Национални музеј Катара
Национални музеј Катара је национални музеј у Дохи, Катар. Садашња зграда је отворена за јавност 28. марта 2019. године, замењујући претходну зграду која је отворена 1975. године. Зграду је пројектовао француски архитекта Жан Нувел, инспирисан кристалом пустињске руже, који се налази у Катару. Музејски локалитет обухвата палату шеика Абдулаха бин Џасима ел Танија, која је срце катарског националног идентитета. Од 2013. до 2023. године, директорка музеја била је Шеика Амна. У фебруару 2024. године, шеик Абдулазиз Х. ел Тани је постао директор музеја.

## Колекција
Обилазак музеја води посетиоце кроз низ галерија које се баве три главне, међусобно повезане теме. Галерије су лабаво распоређене хронолошким редом, почевши од изложби о природној историји пустиње и Персијског залива, артефаката из бедуинске културе, историјских изложби о племенским ратовима, оснивању катарске државе и коначно открићу нафте до данас. Изложбе и инсталације које истражују ове теме представљају аудиовизуелне приказе са пажљиво одабраним благом из музејских колекција. Ове колекције тренутно садрже приближно 8.000 предмета и укључују археолошке артефакте, архитектонске елементе, предмете за домаћинство и путовања, текстил и костиме, накит, декоративну уметност, књиге и историјске документе.
Мисија музеја је да прослави културу, наслеђе и будућност Катара и његовог народа, отелотворујући понос и традиције Катараца, а истовремено нудећи међународним посетиоцима дијалог о брзим променама и модернизацији.
Од свог отварања, музеј је садржао материјале који представљају културно наслеђе Катара, као што су бедуински етнографски материјали, поморски артефакти и предмети из животне средине. Древни артефакти, од којих је већина локалног порекла, такође су смештени у музеју.

### Археолошки артефакти
Британска археологиња Беатрис де Карди и њен тим добили су задатак да предузму експедиције у Катару од новембра 1973. до јануара 1974. године како би сакупили артефакте за излагање у музеју. Њихова најзначајнија открића била су на локалитету Даса, где су пронађени бројни убаидски комади грнчарије који датирају из неолитског периода. Артефакти из ранијих данских експедиција покренутих током 1950-их и 1960-их, који су се раније налазили у Јавној библиотеци у Дохи,  такође су били изложени у музеју.
Одељење за антиквитете музеја имало је активну улогу у истраживањима и ископавањима након завршетка Де Кардијеве експедиције. Ископавали су археолошка налазишта Ал Вусаил и Зубара.

### Етнографски материјали
Материјали који документују бедуинску етнографију веома су разноврсни по темама. Одређени предмети који су изложени су историјски коришћени као алати и оружје од стране бедуина, док су други производи попут накита, грнчарије и костима. Традиционалне песме су представљене у музеју; најзначајнија су дела која су компоновали Катарски Ибн ел Фуџа и бивши емир Џасим бин Мохамед ел Тани.
Шеик Мубарак бин Саиф ел Тани је 2015. године представио први писани нацрт химне Националном музеју Катара ради излагања. Првобитно је било планирано да буде премештено у нови музеј након завршетка.

## Историја
По ступању Халифе бин Хамада ел Танија на престо 1972. године, он је израдио планове за национални музеј како би документовао наслеђе и традиције земље. Те године је уговорио са компанијом Michael Rice & Company да пројектује структурне и функционалне аспекте музеја. Одлучено је да ће зграда обухватати Стару Амири палату, трошну палату с почетка 20. века коју је раније заузимао бивши катарски емир, Абдула бин Џасим ел Тани. Такође је направљена лагуна како би се обезбедило место за излагање традиционалних једрилица и опреме за лов на бисере.
Првобитно назван Национални музеј Катара, отворен је 23. јуна 1975. године. Првобитно, његови објекти су обухватали аудиторијум са 100 места и библиотеку. Музеј је 1980. године награђен наградом Ага Кан за архитектуру. Краљевска палата око које је музеј изграђен реновирана је 2015. године у припреми за отварање новог музеја.
Музеј је 2023. године покренуо онлајн платформу под називом Explorer. Платформа пружа гледаоцима приступ онлајн колекцијама, мапи археологије и наслеђа, као и интерактивној временској линији музеја.
Меморандум о сарадњи потписали су директор за партнерства и спонзорства NMoQ-а и директор Националног музеја Монголије у децембру 2023. године. Сарадња такође укључује изложбу у Монголији 2024. године, поводом обележавања 25. годишњице дипломатских односа између две земље.
NMoQ је учествовао на Експо 2023 у Дохи, са активностима и радионицама за породице усмереним на катарске традиције, културу и природно окружење.
У септембру 2023. године, Музеј је добио награду „Зелена јабука“ за најбоље еколошке праксе за 2023. годину, а у јулу 2024. године, Музеј је добио сертификат о угљеничној неутралности.
Током Летњих олимпијских игара 2024. године, ресторан Џиван у оквиру Националног модерног музеја (NMoQ) обезбедио је недељни мени за Далија у хотелу Ле Меурис у Француској. Мени се фокусира на традиционална блискоисточна, као и регионална кулинарска јела.

### Нова зграда
Нова зграда је изграђена на месту старе зграде. Пројектовао га је добитник Прицкерове награде, архитекта Жан Нувел, инспирисан пустињском ружом која расте око оригиналне палате шеика Абдулаха бин Џасима Ал Танија из двадесетог века. Историјску палату рестаурирала је берлинска архитектонска и инжењерска фирма ZRS Architekten Ingenieure. Овај важан споменик катарској прошлости сада је сачуван као срце новог NMoQ-а. Однос између нове и старе зграде део је стварања моста између прошлости и садашњости, који заговара Шеика Ал Мајаса као начин да „дефинишемо себе уместо да нас заувек дефинишу други“ и да „славимо свој идентитет“.
Музеј површине 40.000 м² састоји се од испреплетених дискова који стварају шупљине како би заштитили посетиоце од пустињске врућине. Смештена на локацији од 1,5 милиона квадратних стопа на јужном крају Дохиног корниша, зграда NMoQ се уздиже из мора и повезана је са обалом два пешачка моста и друмским мостом.
Првобитно је било планирано да се музеј отвори 2016. године, али је његово отварање померено за 28. март 2019. године. Часопис Time га је 2019. године прогласио једним од најбољих места на свету за посету, наводећи интеграцију „импресивних видео екрана и диорама“ у архитектонски дизајн Жана Нувела.
Музеј је за мање од годину дана од отварања посетило више од 450.000 људи. Музеј привлачи људе јер приказује историју Катара не кроз слике и скулптуре, већ уз помоћ светла, звукова и визуелних ефеката 21. века.

### Извођач радова
Главна зграда је 2011. године уговорена са компанијом са седиштем у Кореји, Hyundai Engineering & Construction. Пројекат је обухватао изградњу новог Националног музеја поред постојећег Националног музеја Катара, који се налази преко пута Дохе Корниш. Музеј је дизајниран у складу са бедуинском традицијом Катара. Укључује зграду у облику пустињске руже и уређени парк површине 1,2 милиона квадратних стопа. Пројекат такође обухвата парк површине 115.000 м² са вештачком лагуном и паркинг местима за 400 возила, аудиторијум са 220 места, истраживачки центар, лабораторије, наменски форум о храни, два ресторана, кафић и две музејске продавнице, од којих је једна за децу.

## Изложбе
- „Амерички мускуларни аутомобили у Катару“, Национални музеј Катара, октобар 2021. до фебруара 2022.[42]
- „Приче о морској трави, стазе дугонга“, Национални музеј Катара, јун 2021. до септембра 2021.[43]
- „Мал Лавал 3“, Национални музеј Катара, јун 2021. до септембра 2021.[44]
- „ Pipilotti Rist : Your Brain to Me, My Brain to You“, куратори Том Еклс и Бутајна Балтај, од марта 2022. до јануара 2023.[45][46]
- „Увид у пројекат Музеја аутомобила у Катару“, март 2022. до јануара 2023.[47]
- „У покрету“, од октобра 2022. до јануара 2023.[48][49]
- „Меџлис: Место састанка“, новембар 2022. до март 2023.[50]
- „HERMÈS HERITAGE: HARNESSING THE ROOTS“, март 2023. до април 2023.[51][52]
- Олафур Елијасон : „Необична пустиња“, Национални музеј Катара, до августа 2023.[53]
- „Облик времена: Уметност и преци Океаније из Метрополитен музеја уметности “, октобар 2023. до јануара 2024.[54]
- „Узгој копија, пијење кахве; приче о кафи у Катару и Индонезији“, од октобра 2023. до фебруара 2024.[55]
- „Benchellal: Monumental Sculpting Past Tomorrow“, кураторка Ал Шаима Ајуб, од новембра 2024. до јануара 2025.[56][57]
- „МАНЗАР: Уметност и архитектура од Пакистана 1940-их до данас“, у организацији Музеја Арт Мил, од новембра 2024. до јануара 2025.[58][59]

## Галерија
- Музејска продавница
- Аутохтоне животиње
- Зидни аудио-визуелни материјали
- Национални музеј Катара - Ентеријер